# Барановск
Барановск — село в Балейском районе Забайкальского края России в составе сельского поселения «Нижнекокуйское».

## География
Село находится в центральной части района, на левом берегу реки Унда на расстоянии примерно 9 километров по прямой на юго-запад от города Балей. 
Климат
Климат характеризуется как резко континентальный с продолжительной холодной малоснежной зимой. Абсолютный минимум температуры воздуха самого холодного месяца (января) составляет −45,5 °C; абсолютный максимум самого тёплого месяца (июля) — 39,2 °C. Среднегодовое количество атмосферных осадков составляет 308,3 мм.
Часовой пояс
Село Барановск находится в часовой зоне МСК+6. Смещение применяемого времени относительно UTC составляет +9:00.

## История
Основано в 1782 году.

## Население
Постоянное население составляло 156 человека в 2002 году (русские 99%), 126 человек в 2010 году. В 2019 году фактически проживает 36 человек. 

## Инфраструктура
В селе есть клуб, библиотека, начальная школа, фельдшерский пункт.